# Montcusel
Montcusel – miejscowość i gmina we Francji, w regionie Burgundia-Franche-Comté, w departamencie Jura.
Według danych na rok 1990 gminę zamieszkiwały 144 osoby, a gęstość zaludnienia wynosiła 15 osób/km² (wśród 1786 gmin Franche-Comté Montcusel plasuje się na 600. miejscu pod względem liczby ludności, natomiast pod względem powierzchni na miejscu 461.).